# JR貨物チキ100形貨車
JR貨物チキ100形貨車（JRかもつチキ100がたかしゃ）は、1989年（平成元年）にコキ50000形から改造された、日本貨物鉄道（JR貨物）のスライドバンボディシステム方式インターモーダル用貨車（長物車）である。
ここでは本形式の元となった試作車であるチキ900形についても記述する。

## 概要
従来のコンテナ輸送は、貨車とトラックとの間での積み替えの際、フォークリフトなどの荷役機械を使わなければならない欠点があった。また、JR貨物が発足してから30ftコンテナ輸送が増加したが、その荷役にはトップリフター等の割高な機械が必要となった。これら欠点を解消するため、いすゞ自動車はJR貨物と共同でトラックの積載容量・重量を確保しつつ、トラックとの鉄道荷役を簡便化した「スライドバンボディシステム（Slide Vanbody System = SVS）」を開発した。

## スライドバンボディシステム
スライドバンボディシステムとは、トラックの荷台（バンボディ）の下面にそりを設け、トラックに装備した油圧ウィンチでワイヤーを介してバンボディのみをスライドさせ、貨車に積み替える荷役方式である。この方式の利点として、フォークリフトなどの荷役機械を使用しないため、架線下でも積替えが容易であり、かつ迅速に行えること、大形荷台の鉄道利用が容易であること、ピギーバック方式とは異なり、荷台だけが載るため積載効率が優れていること、トラックの使用効率が高くなることや長距離運行を減らせることなどが挙げられる。その一方でトラックが来ないと荷降ろしできないなどの欠点もある。
本形式は実質的にはコンテナ車であるが、積荷がトラックのバンボディであり、コンテナ車でも車運車でもない独特の貨車であるため、その形状から長物車に分類された。

## 構造
車体上に積降しする際、スライドバンボディを滑らせるための滑り板とボディの緊締装置、スライドバンボディを牽引するためのワイヤーと滑車装置が設置された。なお、スライドバンボディ牽引の動力はトラックに装備した油圧ウィンチである。塗色はスカイブルー（青22号）に変更され、車体中央には白色の「SVS」ロゴが標記された。下廻りは種車のままで、最高運転速度は95km/h、ブレーキ装置はCL形空気ブレーキ、台車はTR223である。

## 形式別概説

### チキ900形
27t積SVS方式の試作車で1988年（昭和63年）3月31日に、コキ50000形から1両が広島車両所で改造された。日本国有鉄道時代に製作したチキ900形とは別の形式である。積荷は、30ftのスライドバンボディ2個で1個積は考慮されていない。
番号の新旧対照は、次のとおり。
- コキ52074 → チキ900-1

### チキ100形
33t積SVS方式の量産車で、1989年（平成元年）にコキ50000形から5両が輪西車両所、郡山車両所、新小岩車両所で改造製作された。国鉄時代に製作されたチキ100形とは別の形式である。積荷は、20ftのスライドバンボディ（U30S形コンテナ）3個である。種車にあったコンテナ用緊締装置は撤去されたが、バンボディの脱落防止のため、バンボディを固定する緊締装置が外れると非常ブレーキが作動する機能を装備している。
番号の新旧対照は、次のとおり。
- コキ51006 → チキ100-1
- コキ52673 → チキ100-2
- コキ50983 → チキ100-3
- コキ52516 → チキ100-4
- コキ50053 → チキ100-5

## 運用の変遷
本系列は運用コストや専用トラックの汎用性などの問題、着発線荷役方式（E&S方式）の普及、荷役方式が類似し、コンテナ車に積載できるスワップボディコンテナの登場などにより、スライドバンボディシステムの存在意義は薄れ実用化には至らず、6両で製作が打ち切られた。チキ900形は試作車であるため、試験終了後は定期運用には使用されなかったが、チキ100形は苫小牧駅 - 相模貨物駅間で自動車部品輸送に運用された。1996年（平成8年）に通常のコンテナ輸送に切り替えられ運用離脱し休車となり、チキ900形・チキ100形共に2000年（平成12年）9月に廃車となった。